# Lista portów lotniczych w Mołdawii
Lista portów lotniczych w Mołdawii, ułożonych alfabetycznie.
| Położenie      | ICAO | IATA | NAZWA LOTNISKA               |
| Bielce         | LUBL | BZY  | Port lotniczy Bielce         |
| Bielce         | LUBA |      | Port lotniczy Bielce-Miasto  |
| Kaguł          | LUCH |      | Port lotniczy Kaguł          |
| Ceadîr-Lunga   | LUCL |      | Port lotniczy Ceadîr-Lunga   |
| Kamionka       | LUCM |      | Port lotniczy Kamionka       |
| Kiszyniów      | LUKK | KIV  | Port lotniczy Kiszyniów      |
| Mărculești     | LUBM |      | Port lotniczy Mărculești     |
| Soroki         | LUSR |      | Port lotniczy Soroki         |
| Bendery        | LUTG |      | Port lotniczy Bendery        |
| Tyraspol       | LUTR |      | Port lotniczy Tyraspol       |
| Vadul lui Vodă |      |      | Port lotniczy Vadul lui Vodă |